# Wolke (Denkwerkzeug)
Die Wolke (englisch Evaporating Cloud) ist ein „Denkwerkzeug“ (englisch Thinking Process) im Durchsatz-Management (Theory of Constraints). Die Denkwerkzeuge dienen dazu, Sachverhalte graphisch darzustellen um sie analysieren und Lösungen finden zu können. Die Wolke wird nach ihren häufigsten Anwendungsgebieten auch „Dilemma-Wolke“ oder „Konflikt-Wolke“ genannt. Im Englischen ist das Werkzeug auch abgekürzt als „cloud“ oder „conflict resolution diagram“ (CRD) bekannt.

## Beschreibung
Die Wolke ist ein logisches Diagramm, mit der ein Problem, das keine offensichtliche Lösung hat, graphisch darstellt werden kann. Sie hilft das Problem und die Beteiligten besser zu verstehen und eine Win-Win-Lösung zu finden.
Dazu werden die dem Problem zugrunde liegenden Annahmen, die zu dem Konflikt oder Dilemma führen, bewusst gemacht und methodisch untersucht.
Die Wolke hat eine fixe Struktur aus fünf Feldern, die üblicherweise mit A, B, C, D, D’ gekennzeichnet sind und wie folgt angeordnet und mit Pfeilen verbunden sind:
```
   [B] ← [D ]                      [A]
  /       ↑                       /   \
[A]       Konflikt      ODER    [B]   [C]
  \       ↓                      ↑     ↑
   [C] ← [D’]                  [D ] ↔ [D’]
```

In die Felder D und D’ (gesprochen "D-Strich", im Englischen "D-prime") werden die in Konflikt stehenden, gegensätzlichen Handlungsoptionen (im Englischen als wants bezeichnet) eingetragen. Der Konflikt kann in der Form "etwas tun oder nicht tun" oder in der Form "Handlung 1 tun oder Handlung 2 tun" bestehen, wo nicht beide Handlungen (gleichzeitig) getan werden können.
B und C sind die Bedürfnisse hinter den jeweiligen Handlungsoptionen (im Englischen needs genannt).
A ist das gemeinsame Ziel (objective), das die beteiligten Parteien gemeinsam haben und für dessen Erreichen beide Bedürfnisse notwendig sind.
Die Pfeile stellen Voraussetzungsverbindungen dar. Daher werden sie wie folgt gelesen:  „um ...[Pfeilspitze]... zu erreichen, müssen wir ...[Pfeilende]...“. Zum Beispiel: „Um A zu erreichen, müssen wir B sicherstellen, weil es unmöglich ist, A zu erreichen ohne B.“
An der Konfliktstelle zwischen D und D’: „Es ist unmöglich, D und D’ (gleichzeitig) zu tun.“

## Wolkenarten
Je nach Anwendungsgebiet sind verschiedene Namen für das Werkzeug in Verwendung – die Struktur der Wolke mit den fünf Feldern ist jedoch immer dieselbe.

### Konfliktwolke
Von einer „Konfliktwolke“ (englisch conflict cloud) spricht man, wenn die Wolke eingesetzt wird um einen Konflikt zwischen zwei Personen oder Gruppen zu analysieren und zu lösen. Eine Win-Win-Lösung bedeutet in diesem Fall eine Lösung, mit der beide Parteien zufriedener sind als mit ihren jeweiligen ursprünglichen Handlungswünschen. Die klare Struktur der Wolke hilft, ein kooperatives Klima zu schaffen und auf die gemeinsame Lösungsorientierung zu fokussieren. Die Konfliktwolke wird auch zur Mediation u. a. im schulischen Bereich eingesetzt, Beispiele für die Anwendung mit Kindern siehe z. B. die Seite von TOC for Education unter „Weblinks“.

### Dilemmawolke
Unter dem Namen Dilemmawolke (englisch dilemma cloud) wird die Wolke eingesetzt um ein Entscheidungsdilemma einer einzigen Person zu bearbeiten, die zwischen zwei in Konflikt stehenden Handlungsoptionen hin- und hergerissen ist.
Die Dilemmawolke wird u. a. für Unternehmensberatung und Coaching genutzt.

### Feuerwolke
Die Feuerwolke (englisch Lieutenant's cloud) dient der nachhaltigen Lösung wiederkehrender Probleme in Organisationen, womit "Feuerlöschen" (Eingriffe/Entscheidungen durch das Management) seltener nötig wird.
Ein „Feuer“, für das die Feuerwolke angewendet werden kann, ist eine Situation, in der ein Mitarbeiter in einem Dilemma steckt: Er müsste jetzt zum Wohl der Organisation etwas bestimmtes tun, darf es aber nicht. Die Wolke wird angewendet um die konkrete Problemsituation zu analysieren und eine nachhaltige Lösung zu finden, die ein Wiederauftreten des Problems – durch Identifikation veralteter oder Optimierung notwendiger Regeln – verhindert.

### Drei-Wolken-Methode
Die Drei-Wolken-Methode (englisch „3-cloud-process“ oder „Core Conflict Cloud“, abgekürzt „CCC“) geht davon aus, dass die meisten Probleme einer Organisation aufgrund einer gemeinsamen Kernursache bestehen. Durch die Kombination von drei Wolken zu Problemen aus unterschiedlichen Bereichen in eine generische Wolke soll das Kernproblem identifiziert und durch dessen Lösung die Situation der Organisation nachhaltig verbessert werden.

## Namensherkunft
Laut Scheinkopf (2002) wurde der Erfinder Eliyahu M. Goldratt bei der Namensgebung von Richard Bach inspiriert. In seinem 1977 erschienenen Buch Illusions lassen die Hauptcharaktere mit der Kraft der Gedanken Gewitterwolken vom Himmel verschwinden.
If you really want to remove a cloud from your life, you do not make a big production out of it, you just relax and remove it from your thinking. That’s all there is to it.
[Die Wolke basiert darauf,] dass jedes Problem ein Konflikt ist, und dass jeder Konflikt entsteht weil wir sie selbst erzeugen, indem wir zumindest eine falsche Annahme als richtig annehmen. Daher sollte es uns möglich sein jeden Konflikt mit der Kraft unserer Gedanken zu lösen, einfach indem wir die Annahmen hinterfragen, die die Existenz des Konflikts verursachen.